# Hyderabad (Uttar Pradesh)
Hyderabad è una città dell'India di 6.937 abitanti, situata nel distretto di Unnao, nello stato federato dell'Uttar Pradesh.

## Società

### Evoluzione demografica
Secondo il censimento del 2001:
- I maschi sono il 52% e le femmine il 48% della popolazione.
- La percentuale di persone che sa leggere e scrivere è del 44% (53% maschi, 35% femmine)
- Il 17% della popolazione sono bambini di età inferiore ai 6 anni.

Fonte: